# Георгій XI
Георгій XI  (груз. გიორგი XI, шах Наваз-хан) (1651 — 21 квітня 1709) — цар Картлі (1676–1688, 1692–1695, 1703–1709). Син царя Картлі Вахтанга V. Представник династії Багратіоні. Загинув в Афганістані, де перебував із військовою місією за дорученням шаха Персії з династії Сефевідів.

## Характеристика
За опір іранській владі був засланий до іранського Афганістану, де й загинув. Вахушті Багратіоні писав про нього: «І був той цар Гіоргі мужнім, доблесним, сильним і тілом прекрасним, красивим, привітним, красномовним, щедрим і грізним, неперевершеним у лицарських іграх». Афганський автор про нього писав: «Гюрген був людиною неврівноваженою, яка не мала особливої симпатії до іранців».

## Правління
1675 року картлійський цар Вахтанг V, викликаний до Ірану шахом Солейманом (1666–1694), залишив правителем у Картлі свого другого сина, царевича Георгія. Того ж 1675 року після смерті картлійського царя Вахтанга V в Кумі іранський шах викликав царевича Георгія до Ірану, щоб посадити його на царство в Картлі. Перед від'їздом Георгій XI залишив намісником свого молодшого брата Левана. Однак іранський шах спочатку відмовився затвердити Георгія на престолі Картлі й мав намір посадити на царський трон Іраклія, онука картлійського царя Теймураза. Довідавшись про це, Арчіл, старший брат Георгія, прибув до Картлі й почав претендувати на царський престол. Тоді іранський шах Солейман Сефі затвердив Георгія на царському троні та відрядив його із великими дарами до Тбілісі. 1676 року Георгій XI прибув до своєї столиці.
Невдовзі шах зажадав від царя Георгія, щоб він схопив свого брата Арчіла, відрядив його до Ірану чи вигнав. Георгій повідомив про це Арчілу, який приїхав з Ахалцихе до Сурамі. Потім шах зажадав від Георгія, щоб він відрядив до нього свого молодшого брата Луарсаба. Цар був змушений виконати вимогу шаха.
Невдовзі Солейман Сефі на пораду свого візира Шихалі-хана почав висувати претензії Георгію XI. Шихалі-хан вказав шаху на захоплення Арчілом царського трону в Імеретії, що його брат Георгій посварить Персію з Османською імперією, допомагаючи своєму брату Арчілу в боротьбі за імеретінський трон. 1679 року шах відрядив до Тебриза спасалара Аджі Аліхана, щоб змусити грузинів зректись свого царя. Шах зажадав від царя Картлі, щоб він заарештував свого брата Арчіла, відрядив його до Ірану чи вигнав. Георгій сповістив про це Арчіла. Останній втік до Двалеті, а Георгій повідомив шаху про його вигнання. Невдовзі шах повторно зажадав від царя Георгія, щоб він вигнав Арчіла з Двалеті. Георгій XI відрядив свого брата Левана та Гіві Амілахора до Арчіла й повідомив про все. Останній був змушений виїхати до Росії. Шах Солейман Сефі наказав Аджі Аліхану потай і явно шкодити царю Георгію.
Георгій XI, не сподіваючись на повернення Арчіла з росії, вирішив посадити на імеретінський престол царевича Олександра, сина царя Баграта Сліпого. Олександр був викрадений з Імеретії 1678 року й виховувався при дворі картлійського царя. Георгій XI написав листа ахалциському паші з проханням посадити на трон Олександра. Паша сповістив про це турецького султана, який надав на те свою згоду. На вимогу паші цар Георгій 1682 року прислав царевича Олександра до Ахалцихе. Після цього паша з турецьким військом вступив до Імеретії та посадив на царство Олександра. Останній невдовзі попрохав у царя Георгія за дружину його дочку Маріам, але цар відмовився через те, що вона вже була заручена з Давидом Еріставі. Потім Олександр попрохав за дружину Єлену, дочку царевича Луарсаба та племінницю царя Георгія, проте останній не поспішав із відповіддю.
1687 року Георгій XI одружився з Хорешан, дочкою крупного імеретинського вельможі Георгія Мікеладзе.
Перський візир Аджі Аліхан почав вести таємні перемовини з картлійськими мтаварами, переконуючи їх піднятись проти свого царя. Багато хто з них прийняв іслам й отримував платню від іранського уряду. Еріставі Ясон Арагвський відмовився визнавати владу царя через заздрість до Гіві Амілахора. Камар-бег, мелік Сомхіті, доповідав до Тебриза про всі дії картлійського царя. Іраклій, син Мухтанбатона, брати Ієссе та Єлізбар Мачабелі, сини Зази, вирішили зрадити своєму цареві. Однак за наказом царя Камар-бега було вбито. Іраклій та брати Мачабеті були ув'язнені. За наказом Георгія було вбито еріставі Ясона Арагвського. Новим еріставі в Арагві став Георгій, син Отара.
Невдовзі Георгій XI відрядив послів до свого старшого брата Арчіла з проханням повернутись із Росії до Грузії. Іранський шах зажадав від Георгія, щоб він відрядив до Персії свого молодшого брата Левана. Тоді Георгій запропонував замість брата єдиного сина Баграта. Тоді шах зажадав, щоб він прислав свого брата Левана й сина Баграта у заручники. Георгій вирішив підбурити повстання проти володарювання Ірану та звернувся по допомогу до кахетинських вельмож. Він прагнув об'єднати під своєю владою Кахетію та Картлі. Кахетинські вельможі присягнули, що нададуть йому допомогу. Георгій зібрав своє військо та розташувався у Куркуті, звідки збирався прибути до Топкарагаджі, де на нього чекали кахетинці. Однак вночі із царського табору втік спаспет Тамаз, дядько царя, та зайняв фортецю Агджакала, перейшовши на бік іранців. 1688 року Георгій був змушений відрядити сина Баграта й брата Левана до іранського шаха.
1688 року Георгій XI захопив та спалив Душеті через відмову тамтешнього ерістава долучитись до нього. Після цього шах Солейман Сефі наказав заарештувати царевичів Баграта й Левана, які перебували в Тохчі, та відправив їх в ув'язнення до Герата. Інший царський брат Луарсаб насильно прийняв іслам та виїхав до Кермана.
1688 року іранський шах оголосив про усунення Георгія XI від влади та зажадав, щоб він прибув до нього. Шах призначив новим царем Іраклія, який чотирнадцять років перебував в Ісфахані. Спаспет Тамаз зрадницьки захопив фортецю у Тбілісі. Георгій відправив дружину до Корнісі, а потім до Хунані. Після прибуття нового царя Георгій виїхав до Кцхінвали, а звідти — до Рачі. Солейман Сефі відрядив туди значний військовий загін. Вигнаний цар з Рачі вирушив до Одіші, а звідти — до Гурії та Самцхе. Шах відрядив посольство до турецького султана, пропонуючи йому видати Георгія та Арчіла, а на царський трон в Імеретії посадити Олександра. Султан погодився. Георгія було доставлено до Ахалцихе та ув'язнено.
Невдовзі багато картлійських мтаварів, невдоволених правлінням царя Іраклія, запропонували Георгію повернутись до Картлі й повторно вступити на престол. Ашотан Мухранбатоні, Гіві Амілахорі та Ніколоз Магалашвілі надіслали царю великі дари для підкупу ахалциського паші. 1691 року Георгій XI утік з в'язниці та прибув до Слеси, де зустрівся з родиною. Звідти він вирушив на батьківщину.
1691 року цар Георгій XI зібрав віддані війська та вступив до внутрішньої Картлі. Багато мтаварів приєднались до нього. Невдовзі Георгій узяв в облогу Тбілісі.
Іраклій (Назаралі-хан) чинив опір і за три роки знову підкорив картлійське царство своїй владі. Багато хто із мтаварів, які підтримували царя Георгія, втратили свої маєтки.

## Призначення у Керман
5 березня 1697 року Георгій прибув до Ісфахана. 20 листопада 1699 шах призначив його беглербегом Кермана та надав йому ім'я Шахнаваз. Георгій XI пробув у Кермані з 1699 до 1704 року.
На початку XVIII століття в Ірані спалахнули повстання белуджів і пуштунів. Вони грабували іранські області до Кермана та Йєзда. Усі спроби іранського уряду придушити повстання завершувались невдало. Іранський шах Солтан Хусейн запропонував Георгію придушити повстання в Белуджистані й Афганістані, а взамін пообіцяв повернути йому царський престол в Картлі. Сам Георгій відмовлявся, але грузини, які були з ним, переконали його. Шах призначив Георгія намісником до Кермана. Спочатку Георгій XI відрядив до Кермана свого брата Левана разом із невеликим загоном грузинів. Там царевич Леван розгромив і підкорив племена лутбарів та белуджів. Потім Леван тричі розбив загони грабіжників, а їхні голови надіслав шаху. Після цього сам цар Георгій з невеликим військом грузинів виступив на Керман. Тим часом белуджі розграбували весь Хорасан. Тоді Георгій зібрав керманське ополчення та разом із грузинами виступив проти заколотників.
Белуджі укріпились на горах та скелях у пустелі. Георгій розділив своє військо на три частини, вирушив в атаку та увірвався до їхнього табору. Грузини й керманці перебили всіх заколотників. Георгій XI повернувся до Кермана та надіслав голови заколотників шаху. Шах призначив царевича Левана мсаджултухуцесом (головним суддею) Ірану, а царевича Кайхосро — таругою (правителем міста) Ісфахана й покликав Левана до себе в столицю. 1701 року Солтан Хусейн наказав Іраклію привести царевича Вахтанга в Картлі й віддати йому всі питомі володіння, що раніше належали його батькові Левану. Хосрошах і Шахдада, правителі белудзьких племен, прибули до царя Георгія в Керман і склали присягу на вірність.
Невдовзі афганці продовжили грабувати Хорасан. Георгій відрядив проти них грузинсько-перське військо. Воно розгромило афганців у пустелі. В самому Афганістані племінні вожді підбурили повстання проти панування Ірану, яке мав придушити Георгій. Замість цього шах обіцяв призначити Георгія царем в Картлі та спасаларом Ірану. Тоді Георгій попрохав шаха передати владу в Картлі своєму племіннику Вахтангу. Потім Георгій прохав, щоб шах відрядив до Картлі свого брата Левана, щоб той навів лад і привів картлійське військо до Іраку. Шах написав Іраклію: «Повертаю Картлі царю Гіоргі, а тобі віддаю Кахеті й даю титул куларагаса. А нині їдь до мене». Довідавшись про це, цар Іраклій відвіз родину до Марткопі, а сам повернувся до Тбілісі, готуючись їхати до шаха.
1703 року Вахтанг прибув до Тбілісі та зайняв царський престол Картлі. У травні колишній цар Іраклій вирушив з Картлі до Ісфахана. 15 липня з Ірану повернувся царевич Леван, який відрядив на допомогу своєму брату Георгію 2-тисячний загін кінноти. Цар Георгій XI, отримавши підкріплення з Картлі, виступив з Кермана на Кандагар. Попереду Георгій відрядив до Кандагара сістанського хана й Кацію, сина Тамаза. Після прибуття царя афганські племена підкорились перській владі. Всі племінні вожді з дарами прибули в Кандагар, де Георгій наклав на них данину. Могольський царевич, який сидів у Кабулі, відрядив до Георгія послів з дарами та проханням про мир. Той відіслав листи й дари могольського намісника до шаха. Останній прислав дари для могольського царевича й наказав відрядити свого посла.
Після перемог над повсталими племенами Георгій здобув симпатії іранського шаха, що спричиняло гнів і невдоволення перської знаті. Царевич Леван упродовж п'ятнадцяти місяців керував Картлі, проте 1704 року був змушений виїхати до Ісфахана, узявши з собою сина Ієссе. Леван залишив правителем свого іншого сина Вахтанга.

## Призначення в Кандагар
1704 року ускладнилась обстановка в іранській частині Афганістану й Белуджистану. Шах Хусейн призначив Георгія на посаду спасалара Ірану, беглербега Кандагара й Гірішка.. 2 травня 1704 року грузинська армія виступила з Кермана в Кандагар через пустелю..
Георгій XI прибув до Кандагара 24 червня. З ним було 20 000 війська, переважно грузинів. Георгій виявив, що в регіоні існують дві сили: плем'я абдалі на чолі з Даулат-ханом і плем'я гільзаїв на чолі з Мір Вайс-ханом. Останній очолив повстання проти іранської влади, яке було придушено Гурген-Ханом 1706 року. Георгій XI заарештував Мір Вайса та відрядив його до Ісфахана до двору шаха Солтан Хусейна. Мір Вайс зумів налагодити відносини з шахом Хусейном, отримав дозвіл на паломництво до Мекки, повернувся 1708 й отримав дозвіл повернутись до Кандагара.

## Загибель
Повернувшись до Афганістану, Мір Вайс здійснив напад на табір Георгія. Під час сутички загинув і сам цар.
У таборі царя Мір Вайс знайшов ікони, хрести і псалтир. Все це він надіслав шаху як свідчення того, що Георгій брехав іранському володарю й не був мусульманином.

## Родина
Вперше був одружений з Тамарою (? — 1683), дочкою князя Давида Багратіоні-Давітішвілі. Від того шлюбу народились:
- Баграт (? — 1694/1695), царевич
- Маріам (? — 1715), царівна, була одружена з Давидом, еріставом Ксанським

Вдруге одружився з Хорешан (? — 1695), дочкою князя Георгія Мікеладзе. Від того шлюбу народилась
- Родамі, царівна, була одружена з царем Імереті Георгієм VII (1707–1720)